# 이와세 겐
이와세 겐(일본어: 岩瀬 健, 1975년 7월 8일 ~ )는 일본의 은퇴한 축구 선수이다.

## 구단 경력
1994년 J1리그의 우라와 레즈에 입단하였다. 1998년 오미야 아르디자로 이적했다. 2002년후 현역 은퇴.

## 지도자 경력
2018년 11월 성적 부진으로 물러난 가토 노조무 감독을 대신해, 오미야 아르디자의 감독으로 취임하였다.